# Campeonato Asiático de Atletismo em Pista Coberta de 2008 - Resultados
Estes são os resultados do Campeonato Asiático de Atletismo em Pista Coberta de 2008 que ocorreram de 14 e 16 de fevereiro de 2008 em Doha, no Catar.

## Resultado masculino

### 60 m
| Posição | Bateria | Atleta                  | Nacionalidade          | Tempo | Notas |
| ------- | ------- | ----------------------- | ---------------------- | ----- | ----- |
| 1       | 1       | Samuel Francis          | Catar                  | 6.65  | Q     |
| 2       | 1       | Leung Chun Wai          | Hong Kong              | 6.83  | Q     |
| 2       | 3       | Vyacheslav Muravyev     | Cazaquistão            | 6.83  | Q     |
| 4       | 3       | Muhammad Imran          | Paquistão              | 6.84  | Q     |
| 5       | 2       | Rinat Galiyev           | Cazaquistão            | 6.86  | Q     |
| 6       | 2       | Mohamed Farhan          | Bahrein                | 6.86  | Q     |
| 7       | 2       | Omar Jouma Al-Salfa     | Emirados Árabes Unidos | 6.87  | q     |
| 7       | 3       | Amir Payaho             | Irão                   | 6.87  | q     |
| 9       | 2       | Yasir Alnashri          | Arábia Saudita         | 6.89  |       |
| 10      | 1       | Khalil Al-Hanahneh      | Jordânia               | 6.92  |       |
| 11      | 1       | Liu Yuan Kai            | Taipé Chinesa          | 6.95  |       |
| 12      | 1       | Barakat Al-Harthi       | Omã                    | 6.97  |       |
| 13      | 1       | Humoud Al-Ahmed         | Kuwait                 | 7.00  |       |
| 13      | 3       | Poh Seng Song           | Singapura              | 7.00  |       |
| 15      | 2       | Fadlin Fadlin           | Indonésia              | 7.05  |       |
| 16      | 3       | Mohammed al-Dosari      | Catar                  | 7.07  |       |
| 17      | 1       | Anton Dwi Cahyo         | Indonésia              | 7.09  |       |
| 17      | 2       | Tang Yik Chun           | Hong Kong              | 7.09  |       |
| 19      | 3       | Aleksandr Balataev      | Tajiquistão            | 7.24  |       |
| 20      | 2       | Ali Shareef             | Maldivas               | 7.34  |       |
| 21      | 3       | Alounsana Souvanhnalath | Laos                   | 7.47  |       |
| 22      | 2       | Mohamad Siraj Tamim     | Líbano                 | DNS   |       |
| 22      | 3       | Mohamed Al-Rashedi      | Bahrein                | DNS   |       |

| Posição           | Atleta              | Nacionalidade          | Tempo | Notas                 |
| ----------------- | ------------------- | ---------------------- | ----- | --------------------- |
| Medalha de ouro   | Samuel Francis      | Catar                  | 6.62  | Recorde do campeonato |
| Medalha de prata  | Leung Chun Wai      | Hong Kong              | 6.79  |                       |
| Medalha de bronze | Vyacheslav Muravyev | Cazaquistão            | 6.79  |                       |
| 4                 | Omar Jouma Al-Salfa | Emirados Árabes Unidos | 6.81  |                       |
| 5                 | Muhammad Imran      | Paquistão              | 6.82  |                       |
| 6                 | Mohamed Farhan      | Bahrein                | 6.84  |                       |
| 7                 | Amir Payaho         | Irão                   | 6.85  |                       |
| 8                 | Rinat Galiyev       | Cazaquistão            | 6.87  |                       |

### 400 m
| Posição | Bateria | Atleta                    | Nacionalidade          | Tempo | Notas            |
| ------- | ------- | ------------------------- | ---------------------- | ----- | ---------------- |
| 1       | 2       | Liu Xiaosheng             | China                  | 48.03 | Q                |
| 2       | 1       | Sergej Zaikov             | Cazaquistão            | 48.61 | Q                |
| 3       | 1       | Jukkatip Pojaroen         | Tailândia              | 48.77 | Q                |
| 4       | 2       | Ali Shirook               | Emirados Árabes Unidos | 48.84 | Q                |
| 5       | 1       | Yonas Al-Hosah            | Arábia Saudita         | 49.19 | q                |
| 6       | 1       | Mohd Zainal Abidin Zaiful | Malásia                | 49.?? | q                |
| 7       | 1       | Aleksey Pogorelov         | Quirguistão            | 49.37 |                  |
| 8       | 2       | Ahmed Nasser Al-Wahaibi   | Omã                    | 49.49 |                  |
| 9       | 2       | Leung Ki Ho               | Hong Kong              | 49.76 | Recorde nacional |
| 10      | 2       | Mohamed Sagayroon         | Catar                  | 50.59 |                  |
| 11      | 2       | Ali Hazer                 | Líbano                 | 50.72 |                  |
| 12      | 2       | Amer Jasim                | Iraque                 | 52.24 |                  |

| Posição           | Atleta                    | Nacionalidade          | Tempo | Notas                 |
| ----------------- | ------------------------- | ---------------------- | ----- | --------------------- |
| Medalha de ouro   | Liu Xiaosheng             | China                  | 47.82 | Recorde do campeonato |
| Medalha de prata  | Sergej Zaikov             | Cazaquistão            | 48.12 |                       |
| Medalha de bronze | Ali Shirook               | Emirados Árabes Unidos | 48.24 | Recorde nacional      |
| 4                 | Mohd Zainal Abidin Zaiful | Malásia                | 48.43 | Recorde nacional      |
| 5                 | Yonas Al-Hosah            | Arábia Saudita         | 48.97 |                       |
| 6                 | Jukkatip Pojaroen         | Tailândia              | 50.05 |                       |

### 800 m
| Posição | Bateria | Atleta                | Nacionalidade | Tempo   | Notas |
| ------- | ------- | --------------------- | ------------- | ------- | ----- |
| 1       | 3       | Li Xiangyu            | China         | 1:54.31 | Q     |
| 2       | 3       | Adam Ali              | Catar         | 1:54.84 | Q     |
| 3       | 3       | Masato Yokota         | Japão         | 1:55.21 | Q     |
| 4       | 1       | Yusuf Saad Kamel      | Bahrein       | 1:55.35 | Q     |
| 5       | 1       | Sajeesh Joseph        | Índia         | 1:55.41 | Q     |
| 6       | 1       | Abubaker Ali Kamal    | Catar         | 1:55.46 | Q     |
| 7       | 1       | Amir Moradi           | Irão          | 1:56.17 | q     |
| 8       | 2       | Ehsan Mohajer Shojaei | Irão          | 1:56.80 | Q     |
| 9       | 2       | Rajeev Ramesan        | Índia         | 1:57.46 | Q     |
| 10      | 1       | Firdavs Azizov        | Tajiquistão   | 1:57.71 | q     |
| 11      | 2       | Musaab Bella          | Catar         | 1:57.46 | Q     |
| 12      | 2       | Mamoun Ballo          | Palestine     | 2:05.34 | q     |
| 13      | 2       | Bashar Al-Kufraini    | Jordânia      | DNS     |       |
| 13      | 3       | Kaharuddin Kaharuddin | Indonésia     | DNS     |       |
| 13      | 3       | Domingos da Silva     | Timor-Leste   | DNS     |       |

| Posição | Bateria | Atleta                | Nacionalidade | Tempo   | Notas |
| ------- | ------- | --------------------- | ------------- | ------- | ----- |
| 1       | 1       | Yusuf Saad Kamel      | Bahrein       | 1:50.36 | Q     |
| 2       | 1       | Sajeesh Joseph        | Índia         | 1:50.78 | Q     |
| 3       | 1       | Abubaker Ali Kamal    | Catar         | 1:51.09 | Q     |
| 4       | 1       | Musaab Bella          | Catar         | 1:51.93 |       |
| 5       | 1       | Amir Moradi           | Irão          | 1:51.98 |       |
| 6       | 2       | Ehsan Mohajer Shojaei | Irão          | 1:52.75 | Q     |
| 7       | 2       | Rajeev Ramesan        | Índia         | 1:52.98 | Q     |
| 8       | 2       | Masato Yokota         | Japão         | 1:53.10 | Q     |
| 9       | 2       | Adam Ali              | Catar         | 1:53.29 |       |
| 10      | 2       | Li Xiangyu            | China         | 1:54.11 |       |
| 11      | 2       | Firdavs Azizov        | Tajiquistão   | 1:56.89 |       |
| 12      | 1       | Mamoun Ballo          | Palestine     | 2:05.53 |       |

| Posição           | Atleta                | Nacionalidade | Tempo   | Notas                 |
| ----------------- | --------------------- | ------------- | ------- | --------------------- |
| Medalha de ouro   | Yusuf Saad Kamel      | Bahrein       | 1:48.03 | Recorde do campeonato |
| Medalha de prata  | Ehsan Mohajer Shojaei | Irão          | 1:48.68 |                       |
| Medalha de bronze | Masato Yokota         | Japão         | 1:49.30 |                       |
| 4                 | Rajeev Ramesan        | Índia         | 1:49.46 | Recorde nacional      |
| 5                 | Abubaker Ali Kamal    | Catar         | 1:49.86 |                       |
| 6                 | Sajeesh Joseph        | Índia         | 1:50.10 |                       |

### 1500 m
15 de fevereiro
| Posição           | Atleta             | Nacionalidade | Tempo   | Notas                 |
| ----------------- | ------------------ | ------------- | ------- | --------------------- |
| Medalha de ouro   | Thamer Kamal Ali   | Catar         | 3:40.86 | Recorde do campeonato |
| Medalha de prata  | Hamza Chatholi     | Índia         | 3:41.18 | Recorde nacional      |
| Medalha de bronze | Abubaker Ali Kamal | Catar         | 3:42.50 |                       |
| 4                 | Fumikazu Kobayashi | Japão         | 3:49.77 |                       |
| 5                 | Daham Najim Bashir | Catar         | 3:50.65 |                       |
| 6                 | Sergey Pakura      | Quirguistão   | 3:57.63 |                       |

### 3000 m
16 de fevereiro
| Posição           | Atleta              | Nacionalidade | Tempo   | Notas |
| ----------------- | ------------------- | ------------- | ------- | ----- |
| Medalha de ouro   | Sultan Khamis Zaman | Catar         | 7:49.31 |       |
| Medalha de prata  | Surenda Singh       | Índia         | 7:49.47 | '     |
| Medalha de bronze | James Kwalia        | Catar         | 7:50.76 |       |
| 4                 | Felix Kibore        | Catar         | 7:52.20 |       |
| 5                 | Sandip Kumar        | Índia         | 8:01.28 |       |
| 6                 | Fumikazu Kobayashi  | Japão         | DNS     |       |
| 6                 | Nader Al-Massri     | Palestine     | DNS     |       |

### 60 m com barreiras
| Posição | Bateria | Atleta                    | Nacionalidade  | Tempo | Notas            |
| ------- | ------- | ------------------------- | -------------- | ----- | ---------------- |
| 1       | 1       | Ji Wei                    | China          | 7.93  | Q                |
| 2       | 2       | Rayzam Shah Wan Sofian    | Malásia        | 7.96  | Q                |
| 3       | 2       | Fawaz Al-Shammari         | Kuwait         | 8.02  | Q                |
| 4       | 2       | Muhammad Sajjad           | Paquistão      | 8.07  | Q                |
| 5       | 2       | Ahmad Al-Molad            | Arábia Saudita | 8.07  | q                |
| 6       | 1       | Nazar Mukhametzhan        | Cazaquistão    | 8.10  | Q                |
| 7       | 1       | Sami Ahmed Al-Yamdar      | Arábia Saudita | 8.13  | Q                |
| 8       | 1       | Abdul Rashid              | Paquistão      | 8.18  | q                |
| 9       | 1       | Hussein Al-Youha          | Kuwait         | 8.31  |                  |
| 10      | 1       | Lo Ngai Fung              | Hong Kong      | 8.60  |                  |
| 11      | 2       | Javandri Cristhe Ayawaila | Indonésia      | 9.04  |                  |
| 12      | 2       | Bazar Nawaz Al-Setar      | Bahrein        | 10.22 | Recorde nacional |

| Posição           | Atleta                 | Nacionalidade  | Tempo | Notas                 |
| ----------------- | ---------------------- | -------------- | ----- | --------------------- |
| Medalha de ouro   | Ji Wei                 | China          | 7.79  | Recorde do campeonato |
| Medalha de prata  | Abdul Rashid           | Paquistão      | 7.98  |                       |
| Medalha de bronze | Muhammad Sajjad        | Paquistão      | 8.01  |                       |
| 4                 | Rayzam Shah Wan Sofian | Malásia        | 8.01  |                       |
| 5                 | Sami Ahmed Al-Yamdar   | Arábia Saudita | 8.05  |                       |
| 6                 | Ahmad Al-Molad         | Arábia Saudita | 8.05  |                       |
| 7                 | Nazar Mukhametzhan     | Cazaquistão    | 8.06  |                       |
| 8                 | Fawaz Al-Shammari      | Kuwait         | 8.07  |                       |

### Revezamento 4x400 m
16 de fevereiro
| Posição           | Nacionalidade  | Atletas                                                                          | Tempo   | Notas                 |
| ----------------- | -------------- | -------------------------------------------------------------------------------- | ------- | --------------------- |
| Medalha de ouro   | Arábia Saudita | Yonas Al-Hosah, Ali Al-Deraan, Ismail Al-Sabani, Edrees Hawsawi                  | 3:14.25 | Recorde do campeonato |
| Medalha de prata  | Índia          | V. B. Bineesh, Gurvinder Pal Singh, Virender Kumar Pankaj, Thannickkal Aboobcker | 3:16.53 |                       |
| Medalha de bronze | Catar          | Mohamed Sagayroon, Adam Ali, Musaab Bella, Azmy Sulaiman                         | 3:17.93 | Recorde nacional      |

### Salto em altura
14 de fevereiro
| Posição           | Atleta                    | Nacionalidade  | Resultados | Notas                 |
| ----------------- | ------------------------- | -------------- | ---------- | --------------------- |
| Medalha de ouro   | Sergey Zasimovich         | Cazaquistão    | 2.24       | Recorde do campeonato |
| Medalha de prata  | Majed Aldin Ghazal        | Síria          | 2.21       |                       |
| Medalha de bronze | Rashid Ahmed Al-Mannai    | Catar          | 2.18       |                       |
| 4                 | Jean-Claude Rabbath       | Líbano         | 2.18       |                       |
| 5                 | Wang Chen                 | China          | 2.18       |                       |
| 6                 | Naoyuki Daigo             | Japão          | 2.14       |                       |
| 7                 | Salem Al-Enezi            | Kuwait         | 2.10       |                       |
| 8                 | Salem Nasser Bakheet      | Bahrein        | 2.05       |                       |
| 9                 | Satoru Kubota             | Japão          | 2.05       |                       |
| 10                | Jamal Fakhri Al-Qasim     | Arábia Saudita | 2.05       |                       |
| 10                | Hashem Iqeebi             | Japão          | 2.05       |                       |
| 12                | Tsao Chih Hao             | Taipé Chinesa  | 2.00       |                       |
| 13                | Salman Al-Mannai          | Catar          | NM         |                       |
| 13                | Hari Shanker Roy          | Índia          | NM         |                       |
| 14                | Benedict Stanley          | Índia          | DNS        |                       |
| 14                | Amin Hossein Zadeh Rahbar | Irão           | DNS        |                       |

### Salto com vara
15 de fevereiro
| Posição           | Atleta          | Nacionalidade  | Resultados | Notas |
| ----------------- | --------------- | -------------- | ---------- | ----- |
| Medalha de ouro   | Daichi Sawano   | Japão          | 5.45       |       |
| Medalha de prata  | Takafumi Suzuki | Japão          | 5.35       |       |
| Medalha de bronze | Leonid Andreev  | Uzbequistão    | 5.35       |       |
| 4                 | Mohsen Rabbani  | Irão           | 4.90       |       |
| 5                 | Ali Al-Sabaghah | Kuwait         | 4.90       |       |
| 6                 | Daej Al-Saqai   | Arábia Saudita | NM         |       |
| 7                 | Thaher Al-Zboon | Jordânia       | DNS        |       |

### Salto em distância
16 de fevereiro
| Posição           | Atleta                  | Nacionalidade  | Resultados | Notas            |
| ----------------- | ----------------------- | -------------- | ---------- | ---------------- |
| Medalha de ouro   | Mohammed Al-Khuwalidi   | Arábia Saudita | 8.24       | ,                |
| Medalha de prata  | Saleh Al-Haddad         | Kuwait         | 7.88       | Recorde nacional |
| Medalha de bronze | Hussein Taher Al-Sabee  | Arábia Saudita | 7.72       |                  |
| 4                 | Yohei Sugai             | Japão          | 7.70       |                  |
| 5                 | Konstantin Safronov     | Cazaquistão    | 7.56       |                  |
| 6                 | Su Xiongfeng            | China          | 7.56       |                  |
| 7                 | Gao Hongwei             | China          | 7.52       |                  |
| 8                 | Chao Chih-chien         | Taipé Chinesa  | 7.24       |                  |
| 9                 | Mohamed Yusuf Salman    | Bahrein        | 7.17       |                  |
| 10                | Ahmad Fayyaz            | Paquistão      | 7.05       |                  |
| 11                | Keeratikorn Janmanee    | Tailândia      | 7.03       |                  |
| 12                | Khalil Al-Hanahneh      | Jordânia       | 6.96       |                  |
| 13                | Wang Kan Kenneth        | Singapura      | 6.95       |                  |
| 14                | Ali Al-Rashdi           | Omã            | 6.94       |                  |
| 15                | Krishna Kumar Rane      | Índia          | 6.88       |                  |
| 16                | Soulisack Silisavadymao | Laos           | 6.17       |                  |
| 17                | Shiv Shankar Yadav      | Índia          | DNS        |                  |

### Salto triplo
15 de fevereiro
| Posição           | Atleta                | Nacionalidade  | Resultados | Notas            |
| ----------------- | --------------------- | -------------- | ---------- | ---------------- |
| Medalha de ouro   | Roman Valiyev         | Cazaquistão    | 16.32      |                  |
| Medalha de prata  | Amarjeet Singh        | Índia          | 16.24      | Recorde nacional |
| Medalha de bronze | Theerayut Philakong   | Tailândia      | 16.04      | Recorde nacional |
| 4                 | Wu Bo                 | China          | 16.04      |                  |
| 5                 | Yevgeniy Ektov        | Cazaquistão    | 15.98      |                  |
| 6                 | Mohamed Yusuf Salman  | Bahrein        | 15.78      | Recorde nacional |
| 7                 | Jamal Fakhri Al-Qasim | Arábia Saudita | 15.10      |                  |

### Arremesso de peso
16 de fevereiro
| Posição           | Atleta                | Nacionalidade          | Resultados | Notas                 |
| ----------------- | --------------------- | ---------------------- | ---------- | --------------------- |
| Medalha de ouro   | Ahmad Gholoum         | Kuwait                 | 18.55      | Recorde do campeonato |
| Medalha de prata  | Om Prakash Karhana    | Índia                  | 18.37      |                       |
| Medalha de bronze | Yao Yongguang         | China                  | 18.16      |                       |
| 4                 | Grigoriy Kamulya      | Uzbequistão            | 17.84      |                       |
| 5                 | Satyender Kumar Singh | Índia                  | 17.62      |                       |
| 6                 | Mashari Mohammad      | Kuwait                 | 17.61      |                       |
| 7                 | Mohamad Amine         | Catar                  | 16.62      |                       |
| 8                 | Rashid Al-Emeqbali    | Emirados Árabes Unidos | 16.45      |                       |

### Heptatlo
15 e 16 de fevereiro 
| Posição           | Atleta          | Nacionalidade | 60m  | SD   | AP    | SA   | 60 m C/B | SV   | 1000 m  | Pontos | Notas            |
| ----------------- | --------------- | ------------- | ---- | ---- | ----- | ---- | -------- | ---- | ------- | ------ | ---------------- |
| Medalha de ouro   | P. J. Vinod     | Índia         | 7.02 | 7.23 | 13.64 | 1.93 | 8.32     | 4.40 | 2:52.74 | 5561   | =                |
| Medalha de prata  | Hadi Sepehrzad  | Irão          | 7.06 | 6.97 | 16.03 | 1.93 | 8.27     | 4.00 | 2:54.20 | 5515   | Recorde nacional |
| Medalha de bronze | Hiromasa Tanaka | Japão         | 7.13 | 6.64 | 12.23 | 1.87 | 8.56     | 4.60 | 2:47.00 | 5306   |                  |
| 4                 | Vitaliy Smirnov | Uzbequistão   | 7.32 | 6.49 | 14.12 | 1.87 | 8.74     | 4.50 | 2:43.87 | 5085   |                  |
| 5                 | Ram Niwas       | Índia         | 7.49 | 6.41 | 11.66 | 1.81 | 8.82     | 3.50 | 2:54.98 | 4597   |                  |
| 6                 | Pavel Dubitskiy | Cazaquistão   | 7.13 | 6.88 | 12.93 | 2.05 | 8.25     | NM   | DNS     | DNF    |                  |

## Resultado feminino

### 60 m
| Posição | Bateria | Atleta                   | Nacionalidade | Tempo | Notas            |
| ------- | ------- | ------------------------ | ------------- | ----- | ---------------- |
| 1       | 1       | Roqaya Al-Gassra         | Bahrein       | 7.46  | Q                |
| 2       | 2       | Nongnuch Sanrat          | Tailândia     | 7.52  | Q                |
| 3       | 1       | Wang Yingju              | China         | 7.54  | Q                |
| 4       | 1       | Sangwan Jaksunin         | Tailândia     | 7.57  | Q                |
| 5       | 2       | Anastassiya Soprunova    | Cazaquistão   | 7.69  | Q                |
| 6       | 2       | Faten Abdulnabi Mahdi    | Bahrein       | 7.70  | Q                |
| 7       | 1       | Wan Kin Yee              | Hong Kong     | 7.78  | q                |
| 8       | 2       | Chan Ho Yee              | Hong Kong     | 7.80  | q                |
| 9       | 1       | Iyleen Samantha Anthony  | Índia         | 7.92  |                  |
| 10      | 2       | Dana Hussain Abdul-Razak | Iraque        | 7.98  |                  |
| 11      | 1       | Cheong Im Wa             | Macau         | 7.99  |                  |
| 12      | 1       | Munira Saleh             | Síria         | 8.29  |                  |
| 13      | 2       | Jauna Abdulla Nafiz      | Maldivas      | 8.30  | Recorde nacional |
| 14      | 2       | Dana Garib               | Catar         | 8.74  |                  |

| Posição           | Atleta                | Nacionalidade | Tempo | Notas |
| ----------------- | --------------------- | ------------- | ----- | ----- |
| Medalha de ouro   | Roqaya Al-Gassra      | Bahrein       | 7.40  | ,     |
| Medalha de prata  | Wang Yingju           | China         | 7.47  |       |
| Medalha de bronze | Nongnuch Sanrat       | Tailândia     | 7.49  |       |
| 4                 | Sangwan Jaksunin      | Tailândia     | 7.64  |       |
| 5                 | Wan Kin Yee           | Hong Kong     | 7.71  |       |
| 6                 | Faten Abdulnabi Mahdi | Bahrein       | 7.73  |       |
| 7                 | Chan Ho Yee           | Hong Kong     | 7.73  |       |
| 8                 | Anastassiya Soprunova | Cazaquistão   | 7.77  |       |

### 400 m
| Posição | Bateria | Atleta            | Nacionalidade | Tempo   | Notas |
| ------- | ------- | ----------------- | ------------- | ------- | ----- |
| 1       | 1       | Roqaya Al-Gassra  | Bahrein       | 54.12   | Q     |
| 2       | 2       | Marina Maslenko   | Cazaquistão   | 55.04   | Q     |
| 3       | 2       | Mandeep Kaur      | Índia         | 55.41   | Q     |
| 4       | 1       | Anna Gavriushenko | Cazaquistão   | 55.53   | Q     |
| 5       | 2       | Manjeet Kaur      | Índia         | 57.30   | q     |
| 6       | 1       | Galina Pedan      | Quirguistão   | 58.10   | q     |
| 7       | 2       | Olga Gerasimova   | Tajiquistão   | 1:02.49 |       |

| Posição           | Atleta            | Nacionalidade | Tempo | Notas |
| ----------------- | ----------------- | ------------- | ----- | ----- |
| Medalha de ouro   | Roqaya Al-Gassra  | Bahrein       | 53.28 | ,     |
| Medalha de prata  | Marina Maslenko   | Cazaquistão   | 53.38 |       |
| Medalha de bronze | Mandeep Kaur      | Índia         | 54.28 |       |
| 4                 | Anna Gavriushenko | Cazaquistão   | 54.87 |       |
| 5                 | Manjeet Kaur      | Índia         | 56.20 |       |
| 6                 | Galina Pedan      | Quirguistão   | 57.02 |       |

### 800 m
16 de fevereiro
| Posição           | Atleta               | Nacionalidade | Tempo   | Notas |
| ----------------- | -------------------- | ------------- | ------- | ----- |
| Medalha de ouro   | Sinimol Paulose      | Índia         | 2:03.43 | ,     |
| Medalha de prata  | Sushma Devi          | Índia         | 2:04.66 |       |
| Medalha de bronze | Margarita Matsko     | Cazaquistão   | 2:04.85 |       |
| 4                 | Ayako Jinnouchi      | Japão         | 2:05.66 |       |
| 5                 | Viktoriya Yalovtseva | Cazaquistão   | 2:06.00 |       |
| 6                 | Liu Qing             | China         | 2:07.26 |       |

### 1500 m
14 de fevereiro
| Posição           | Atleta          | Nacionalidade | Tempo   | Notas |
| ----------------- | --------------- | ------------- | ------- | ----- |
| Medalha de ouro   | Sinimol Paulose | Índia         | 4:15.42 | ,     |
| Medalha de prata  | Sushma Devi     | Índia         | 4:21.78 |       |
| Medalha de bronze | Sara Bakheet    | Bahrein       | 4:26.70 |       |
| 4                 | Angham Jabbar   | Iraque        | 4:43.31 |       |

### 3000 m
15 de fevereiro
| Posição           | Atleta            | Nacionalidade | Tempo   | Notas |
| ----------------- | ----------------- | ------------- | ------- | ----- |
| Medalha de ouro   | Preeja Sreedharan | Índia         | 9:12.26 | ,     |
| Medalha de prata  | Kavita Raut       | Índia         | 9:26.01 |       |
| Medalha de bronze | Sara Bakheet      | Bahrein       | 9:40.47 |       |
| 4                 | Angham Jabbar     | Iraque        | DNS     |       |
| 4                 | Bara'ah Awadalla  | Jordânia      | DNS     |       |

### 60 m com barreiras
15 de fevereiro
| Posição           | Atleta               | Nacionalidade | Tempo | Notas                 |
| ----------------- | -------------------- | ------------- | ----- | --------------------- |
| Medalha de ouro   | Liu Jing             | China         | 8.31  | Recorde do campeonato |
| Medalha de prata  | Anastasiya Soprunova | Cazaquistão   | 8.34  |                       |
| Medalha de bronze | Leelavathi Veerappan | Índia         | 9.21  |                       |

### Revezamento 4x400 m
16 de fevereiro
| Posição           | Nacionalidade | Atletas                                                                        | Tempo   | Notas |
| ----------------- | ------------- | ------------------------------------------------------------------------------ | ------- | ----- |
| Medalha de ouro   | Índia         | Mandeep Kaur, Manjeet Kaur, Sini Jose, Chitra K. Soman                         | 3:37.36 | ,     |
| Medalha de prata  | Cazaquistão   | Tatyana Azarova, Marina Maslenko, Viktoriya Yalovtseva, Anna Gavriushenko      | 3:38.10 |       |
| Medalha de bronze | Tailândia     | Jutamass Tawoncharoen, Saowalee Kaewchuay, Kunya Harnthong, Treewadee Yongphan | 3:43.22 |       |

### Salto em altura
16 de fevereiro
| Posição           | Atleta               | Nacionalidade | Resultados | Notas |
| ----------------- | -------------------- | ------------- | ---------- | ----- |
| Medalha de ouro   | Tatyana Efimenko     | Quirguistão   | 1.91       |       |
| Medalha de prata  | Anna Ustinova        | Cazaquistão   | 1.91       |       |
| Medalha de bronze | Yekaterina Yevseyeva | Cazaquistão   | 1.88       |       |
| 4                 | Sahana Kumari        | Índia         | 1.80       |       |
| 5                 | Zhao Wei             | China         | 1.80       |       |

### Salto com vara
14 de fevereiro
| Posição           | Atleta          | Nacionalidade | Resultados | Notas |
| ----------------- | --------------- | ------------- | ---------- | ----- |
| Medalha de ouro   | Ikuko Nishikori | Japão         | 4.10       |       |
| Medalha de prata  | Roslinda Samsu  | Malásia       | 4.10       |       |
| Medalha de bronze | Takayo Kondo    | Japão         | 4.10       |       |
| 4                 | Yang Rachel     | Singapura     | NM         |       |

### Salto em distância
14 de fevereiro
| Posição           | Atleta            | Nacionalidade | Resultados | Notas |
| ----------------- | ----------------- | ------------- | ---------- | ----- |
| Medalha de ouro   | Chen Yaling       | China         | 6.39       |       |
| Medalha de prata  | Anju Bobby George | Índia         | 6.38       |       |
| Medalha de bronze | M. A. Prajusha    | Índia         | 6.09       |       |
| 4                 | Fadwa Al-Bouza    | Síria         | 5.56       |       |
| 5                 | Amina Al-Malki    | Catar         | 3.60       |       |

### Salto triplo
14 de fevereiro
| Posição           | Atleta           | Nacionalidade | Resultados | Notas                 |
| ----------------- | ---------------- | ------------- | ---------- | --------------------- |
| Medalha de ouro   | Olga Rypakova    | Cazaquistão   | 14.23      | Recorde do campeonato |
| Medalha de prata  | Li Qia           | China         | 13.76      |                       |
| Medalha de bronze | Liu Yanan        | China         | 13.39      |                       |
| 4                 | Yelena Parfenova | Cazaquistão   | 13.30      |                       |
| 5                 | Thitima Muangjan | Tailândia     | 12.98      |                       |
| 6                 | Fadwa Al-Bouza   | Síria         | 12.14      |                       |
| 7                 | Kulwinder Kaur   | Índia         | 11.32      |                       |

### Arremesso de peso
14 de fevereiro
| Posição           | Atleta              | Nacionalidade | Resultados | Notas                 |
| ----------------- | ------------------- | ------------- | ---------- | --------------------- |
| Medalha de ouro   | Gong Lijiao         | China         | 18.12      | Recorde do campeonato |
| Medalha de prata  | Iolanta Ulyeva      | Cazaquistão   | 15.99      |                       |
| Medalha de bronze | Juttaporn Krasaeyan | Tailândia     | 14.73      |                       |
| 4                 | Zeenat Parveen      | Paquistão     | 13.03      |                       |
| 5                 | Asma Khalifa Bouali | Bahrein       | 9.65       | Recorde nacional      |
| 6                 | Maryam Johar        | Catar         | 9.41       |                       |
| 6                 | Amina Al-Mannai     | Catar         | 7.42       |                       |

### Pentatlo
14 de fevereiro
| Posição           | Atleta                     | Nacionalidade | 60 m C/B | SA   | AP    | SD   | 800 m   | Pontos | Notas            |
| ----------------- | -------------------------- | ------------- | -------- | ---- | ----- | ---- | ------- | ------ | ---------------- |
| Medalha de ouro   | Irina Naumenko             | Cazaquistão   | 8.5      | 1.70 | 13.30 | 6.06 | 2:21.77 | 4235   |                  |
| Medalha de prata  | Wassana Winatho            | Tailândia     | 8.2      | 1.76 | 10.72 | 6.05 | 2:22.96 | 4184   | Recorde nacional |
| Medalha de bronze | Olga Lapina                | Cazaquistão   | 9.1      | 1.76 | 13.59 | 5.71 | 2:36.92 | 3906   |                  |
| 4                 | Javur Jagadeeshappa Shobha | Índia         | 8.5      | 1.55 | 12.74 | 5.98 | 2:32.32 | 3860   | Recorde nacional |
| 5                 | Leelavathi Veerappan       | Índia         | 8.9      | 1.49 | 9.79  | 5.45 | 2:25.20 | 3447   |                  |
| 6                 | Rania Al-Qabali            | Jordânia      | 9.8      | 1.43 | NM    | 4.68 | 2:29.23 | 2426   | Recorde nacional |

Legenda
| Recorde mundial       | Recorde mundial (World record)               |                       | Recorde africano                      | Recorde africano (African) |                                           | Q | Classificado por posição (Qualified) |
| Recorde do campeonato | Recorde do campeonato (Championship record)  | Recorde da América    | Recorde da América (Americas)         | q                          | Classificado por melhor tempo (Qualified) |   |                                      |
| Melhor marca do ano   | Melhor marca do ano (World leading)          | Recorde asiático      | Recorde asiático (Asian)              | DNS                        | Não largou (Did not start)                |   |                                      |
| Recorde nacional      | Recorde nacional (National record)           | Recorde europeu       | Recorde europeu (European)            | DNF                        | Não terminou (Did not finish)             |   |                                      |
| Recorde pessoal       | Recorde pessoal do atleta (Personal best)    | Recorde da Oceania    | Recorde da Oceania (Oceania)          | DSQ / DQ                   | Desclassificado (Disqualified)            |   |                                      |
| Recorde da temporada  | Recorde da temporada do atleta (Season best) | Recorde sul-americano | Recorde sul-americano (South America) | NM                         | Sem marca (No mark)                       |   |                                      |

## Referencias
- Resultados – Dia 1
- Resultados – Dia 2 (archived)
- Resultados – Dia 3 (archived)